# Karl-Heinz Krolzyk
Karl-Heinz Krolzyk (* 8. Oktober 1934; † 15. September 2009 am Starnberger See) war ein deutscher Schauspieler und Synchronsprecher.

## Leben
Krolzyk war als Theaterschauspieler unter anderem an Kölner und Münchner Bühnen tätig. In Film und Fernsehen war er beispielsweise in Sönke Wortmanns Komödie Kleine Haie und mehreren Filmen der Reihe Tatort mit jeweils Hansjörg Felmy und Götz George als ermittelnden Kommissaren zu sehen. In der Jagdsatire Halali oder Der Schuß ins Brötchen verkörperte er einen Freizeitjäger, der sich beim unbeholfenen Versuch, eine Ladehemmung im Gewehr zu untersuchen, versehentlich durch sein im Mund befindliches Pausenbrot hindurch erschießt, wovon sich auch der Filmtitel ableitet. Daneben übernahm Krolzyk Gastrollen in verschiedenen Fernsehserien wie Derrick, Tegtmeier klärt auf! und Forsthaus Falkenau. Auch als Werbeträger war Krolzyk aktiv: Er spielte in den 1980er Jahren den „Melitta-Mann“ in Werbespots des gleichnamigen Unternehmens, ehe er durch Egon Wellenbrink ersetzt wurde.
Einem breiten Publikum wurde Krolzyk vor allem durch seine Stimme bekannt. Als Synchronsprecher lieh er u. a. Bud Spencer in der Krimiserie Jack Clementi – Anruf genügt... seine Stimme. Außerdem synchronisierte er die weise Ratte Splinter in den Staffeln 8 bis 10 der Zeichentrickserie Teenage Mutant Hero Turtles, Waldorf in Die Muppets – Der Zauberer von Oz, Rip Torn in Mein Partner mit der heißen Braut, Stuart Whitman in Der Geschworene – Verurteilt zur Angst sowie Dr. Nick Riviera in der dritten Staffel und Captain McCallister in der vierten Staffel der Simpsons. In der kölschen Fassung von Asterix – Operation Hinkelstein übernahm er außerdem die Rolle des Methusalix.

## Filmografie (Auswahl)
- 1974: Tatort: Acht Jahre später
- 1976: Tatort: Fortuna III
- 1988: Tatort: Einzelhaft
- 1992: Kleine Haie
- 1992: Neptun und Isolde
- 1994: Halali oder Der Schuß ins Brötchen

## Synchronisation (Auswahl)

### Filme
- 1985: Michael Fairman in Die Rückkehr der bezaubernden Jeannie als General Hatten
- 1986: Terry Wills in Leftovers – Eine völlig ausgeflippte Familie als Mr. Wiggans
- 1987: Jack Shepherd in Die Sensationsnachricht als Corker
- 1989: Gianni Garko in Zwei Mütter als Oscar Stasi
- 1990: Milton Berle in Happy Birthday, Bugs!: 50 Looney Years als Herman Thurman / Max Roth
- 1992: Charles Martin Smith  in Boris und Natasha – Dümmer als der CIA erlaubt als Hotel-Rezeptionist
- 1992: Richard Foronjy in Fatal Instinct als Cy Tarr
- 1993: William Newman in Leprechaun – Der Killerkobold als Sheriff Cronin
- 1993: Joe Baker in Robin Hood – Helden in Strumpfhosen als Dorfbewohner
- 1994: Stuart Whitman in Die Geschworene – Verurteilt zur Angst als Emmett
- 1994: Soon-Tek Oh in Red Sun Rising als Yamata
- 1994: Peter Gerety in Wolf – Das Tier im Manne als George
- 1995: Rip Torn in Mein Partner mit der heißen Braut als Captain Cole
- 1995: Mike Bacarella in Während Du schliefst als Mr. Fusco
- 1996: Nick Vallelonga in Eine tödliche Blondine als Frankie
- 1997: Richard Riehle in Dilemma – Im Großstadtdschungel von L.A. als Captain Ross
- 1998: Matt Hill in Rudolph mit der roten Nase als Donner
- 1999: Bismilla Mdaka in Viva Afrika – Hochzeit mit Hindernissen als Chief Maiga
- 2000: Walter Addison in Good Vibrations – Sex vom anderen Stern als Pilot
- 2001: R. Lee Ermey in Megiddo – Das Ende der Welt als Präsident Richard Benson
- 2004: Peter Law in Sky Captain and the World of Tomorrow als Dr. Kessler
- 2006: Ron Gabriel in Partygirls auf Mission als Melvin Melville

### Serien
- 1988–1989: Bud Spencer in Jack Clementi – Anruf genügt... als Jack Clementi